# Николай Димитров (защитник)
Вижте пояснителната страница за други личности с името Николай Димитров.
Николай Димитров е български футболист, защитник, който се състезава за Ботев (Пловдив). Димитров е юноша на Ботев (Пловдив) и е привлечен в мъжкия отбор през 2006 в периода до 2008 записва 6 мача за Ботев. След това отива в Сливен, където играе от 2008 до 2011 и записва 18 мача. През зимата на 2011 се завръща в Ботев и става неизменен титуляр в центрата на защитата на „канарчетата“. Николай Димитров е юношески и младежки национал и играе като централен защитник.